# Верхний Исхой
Верхний Исхой (чечен. Лаккха Исхой) — село в Итум-Калинском районе Чеченской Республики.

## Название
Названия Исхой переводится, как место где совещаются «девять (мудрецов)».

## География
Расположено на правом берегу реки Аргун.
Ближайшие населённые пункты: на севере — Ушкалой, на северо-востоке — Бугарой, на северо-западе — Конжухой, на юго-западе — Кокадой, на юго-востоке — Верхний Херахой, на юге — Нижний Херахой.

## История
В 1944 году коренное население Чечено-Ингушетии было выселено. После восстановления Чечено-Ингушской АССР чеченцам было запрещено возвращаться в свои исконные районы: Галанчожский, Шатойский и Итум-Калинский.